# مشروع إحصاء علماء الرياضيات

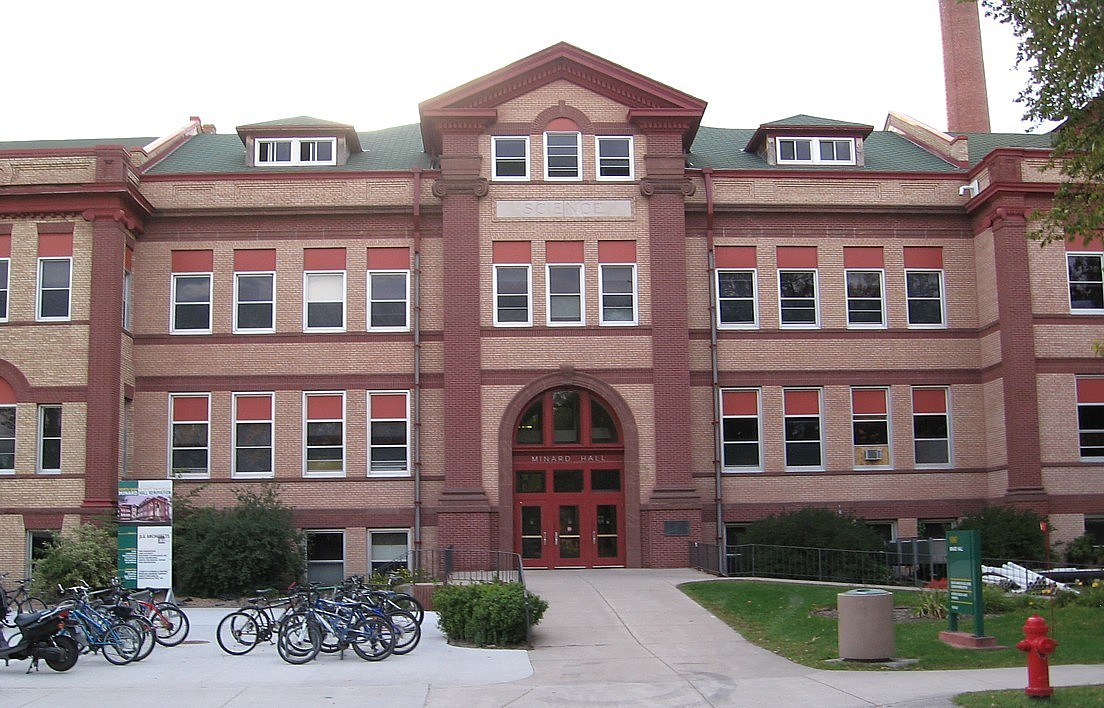

مشروع إحصاء علماء الرياضيات (بالإنجليزية: Mathematics Genealogy Project)‏ هو قاعدة بيانات مرتبطة بالأنترنت تحصي علماء الرياضيات. بحلول أكتوبر عام 2014، كانت هذه القاعدة تحتوي على معلومات تخص حوالي 183000 عالم رياضيات.

## أصل قاعدة البيانات
بدأ المشروع في تسعينيات القرن الماضي (1990)، وذلك في جامعة ولاية مينيسوتا (مانكاتو). لكن بعد ذلك ثم تغيير المكان إلى جامعة ولاية دوكاتا الشمالية وذلك في سنة 2003.
هذا المشروع تم تحت وصاية وإشراف مجتمع الرياضيات الأمريكي، وقد تلقى مساعدة مالية من معهد كلاي للرياضيات سنة 2005.

## وصلات خارجية
- الموقع الرسمي

1. 1 2  وصلة مرجع: https://www.ams.org/notices/200708/tx070801002p.pdf.
2. ↑  الوصول: 20 أبريل 2021.